# Chris Ferraro
Chris Ferraro, född 24 januari 1973, är en amerikansk före detta professionell ishockeyspelare (center). Han är tvillingbror med Peter Ferraro.